# Porrerus dealbatus
Porrerus dealbatus är en insektsart som först beskrevs av Navás 1932.  Porrerus dealbatus ingår i släktet Porrerus och familjen myrlejonsländor. Inga underarter finns listade i Catalogue of Life.